# 18905 Weigan
18905 Weigan este un asteroid din centura principală de asteroizi.

## Descriere
18905 Weigan este un asteroid din centura principală de asteroizi. A fost descoperit pe 23 iulie 2000 la Socorro, New Mexico, în cadrul proiectului LINEAR. Asteroidul prezintă o orbită caracterizată de o semiaxă mare de 2,28 ua, o excentricitate de 0,11 și o înclinație de 1,6° în raport cu ecliptica.